# Dinastia cassita
A dinastia cassita, também conhecida como terceira dinastia da Babilónia, foi uma linhagem de reis de origem cassita que reinaram a partir da cidade de Babilónia na última metade do 2.º milénio a.C. e que pertenciam à mesma família que dirigiu o reino da Babilónia entre 1 595 e 1 155 a.C., a seguir à primeira dinastia da Babilónia (Império Paleobabilónico; 1 894–1 595 a.C.). Foi a mais longa dinastia conhecida desse estado, que governou durante todo o período conhecido como "médio-babilónico" (1595–1000 a.C.).
Os cassitas eram um povo exterior à Mesopotâmia, cujas origens são desconhecidas, embora muitos autores teorizem que tenham sido originários dos montes Zagros. Os seus reis levaram mais de um século a consolidar o seu poder na Babilónia, em condições que permanecem obscuras. Não obstante a sua origem externa, os reis cassitas não mudaram as tradições ancestrais da Babilónia e, pelo contrário, puseram ordem no país após as turbulências que marcaram o fim da primeira dinastia. Não tendo sido grandes conquistadores, empreenderam numerosos trabalhos de construção, nomeadamente nos grandes templos, contribuíram para a expansão dos terrenos agrícolas e sob os seus auspícios a cultura babilónica floresceu e expandiu-se por todo o Médio Oriente. O período cassita continua a ser muito mal conhecido, devido à escassez de fontes com ele relacionadas, das quais poucas se encontram publicadas. Os aspetos económicos e sociais, em particular, estão muito mal documentados, à exceção do que se relaciona com as doações reais atestadas pelas estelas de doações caraterísticas do período, os cudurrus.
Durante a vigência da dinastia, o poder de Babilónia estabeleceu-se de forma definitiva sobre todos os antigos estados da Suméria e da Acádia, formando-se o país denominado "Cardunias" (Karduniaš). A partir dos cassitas, quem quer que quisesse dominar a Mesopotâmia tinha que reinar em Babilónia. Esta estabilidade é notável pois trata-se da única dinastia babilónica cujo poderio não derivou da herança de um ou dois reinados fundadores brilhantes seguidos de um declínio progressivo.

## Fontes históricas

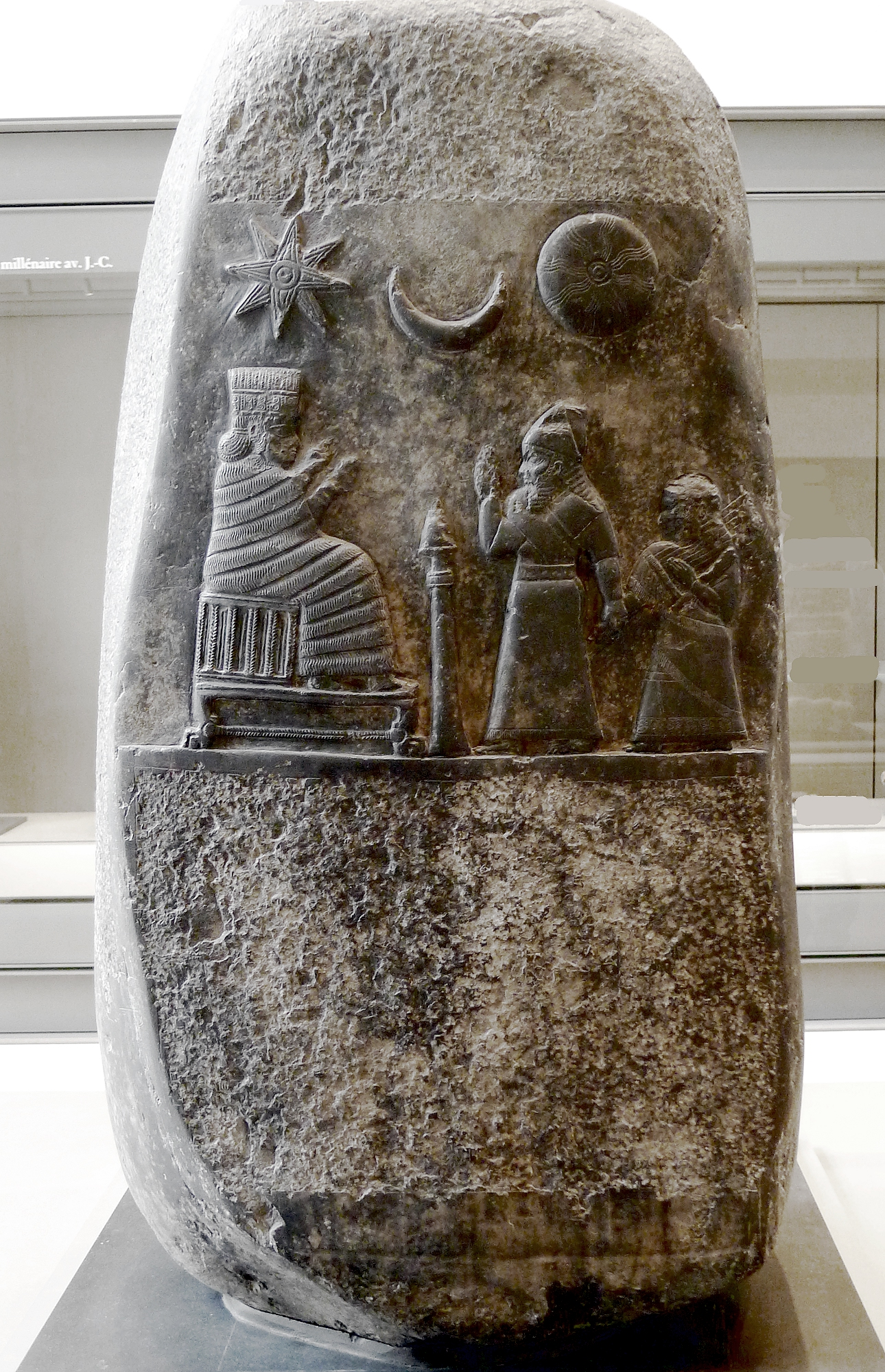
Cudurru que relata a doação de terras pelo rei cassita Melisipaque à sua filha Hunubate-Nanaia, século XII a.C., Museu do Louvre

### O início mal conhecido

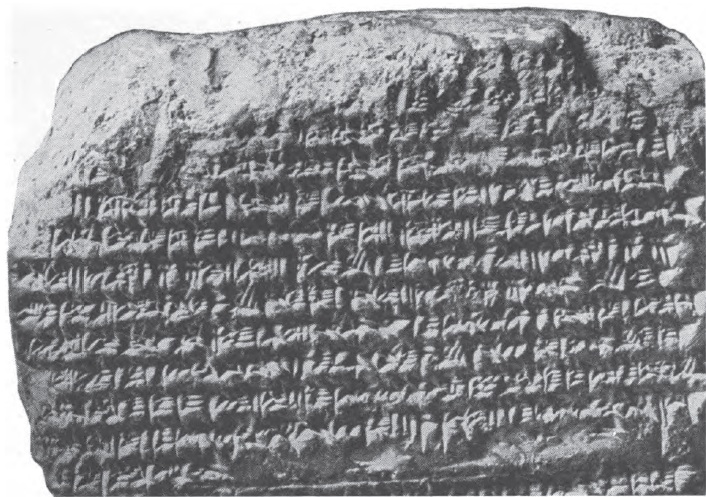
Fragmento de tábua da Crónica P, que relata os conflitos entre os reis cassitas e assírios

### Relações diplomáticas

Mapa político do Médio Oriente no início da período coberto pelas Cartas de Amarna, primeira metade do século XIV a.C.

### Conflitos com a Assíria e Elão

Mapa político do Médio Oriente após a expansão dos hititas e dos assírios

### O rei

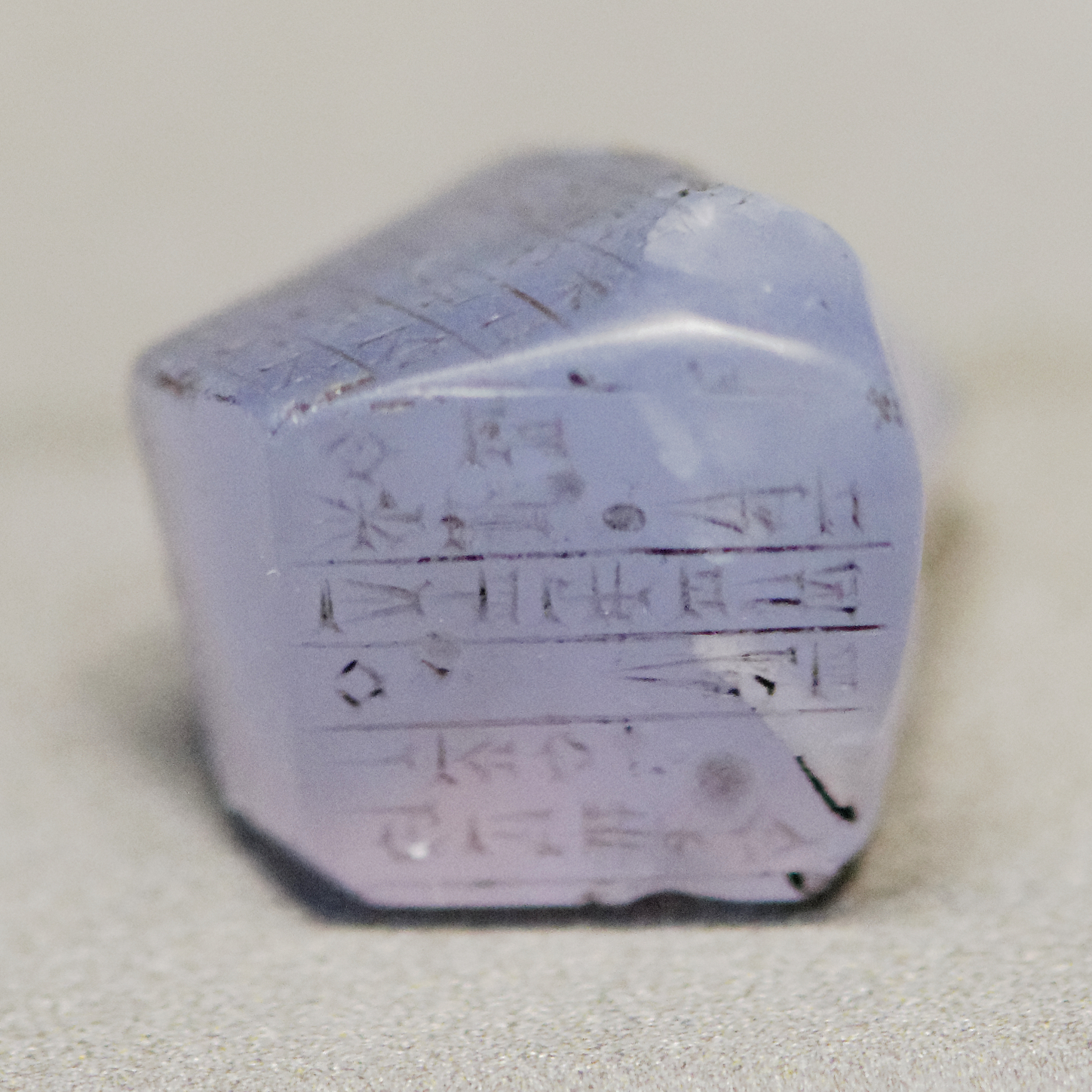
Bloco de calcedónia com uma inscrição do rei proclamando-se "rei da totalidade"; Museu do Louvre

### Doações reais

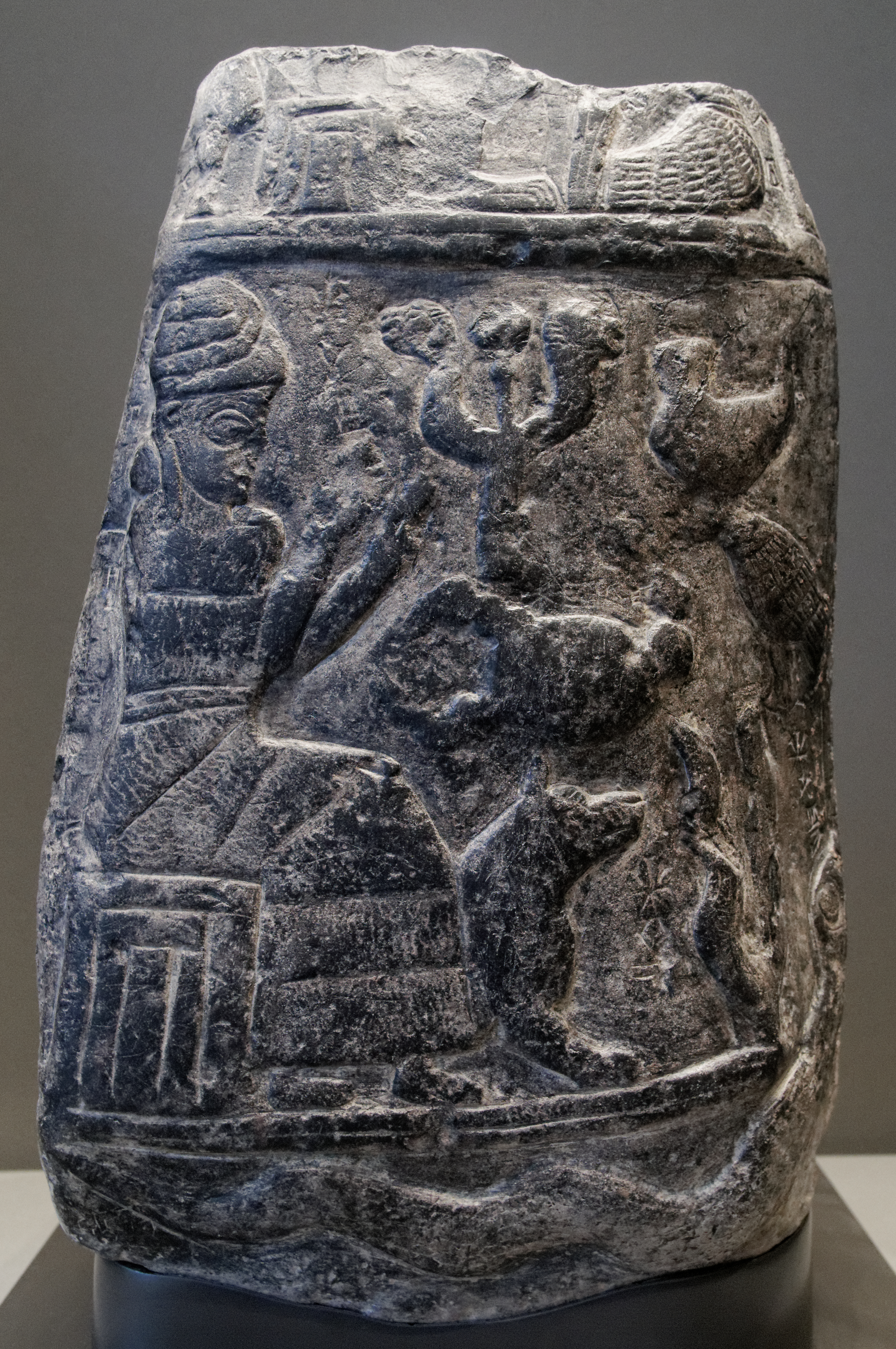
Cudurru reportando uma doação feita por, século XII a.C., Museu do Louvre

### Artesanato e intercâmbios comerciais

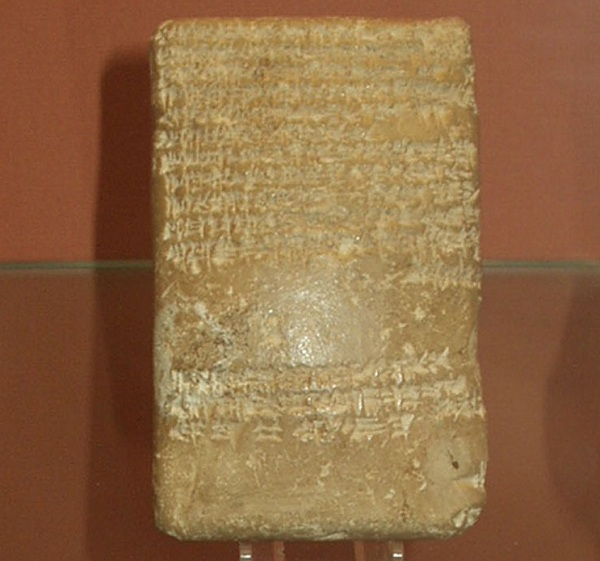
Carta de correspondência diplomática entre o rei cassita e o faraó Niburrereia (Tutancámon?) encontrada em Amarna (EA 9)

### Panteão e locais de culto

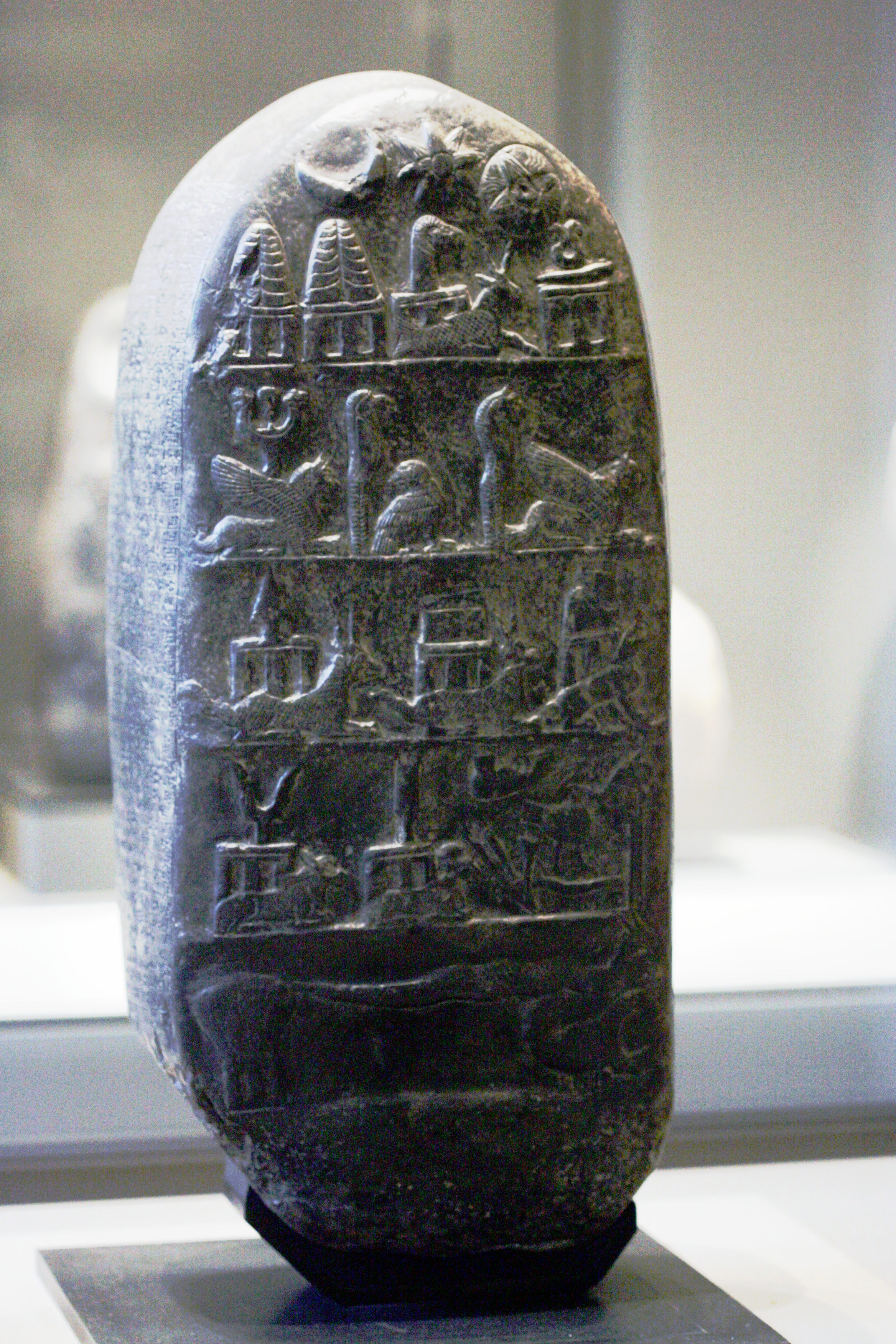
Representações dos símbolos das principais divindades do panteão mesopotâmico no período cassita, no reverso de um cudurru do reinado de Melisipaque, representando uma procissão de deuses músicos e animais; Museu do Louvre